# محوطه اربدیان
محوطه اربدیان مربوط به دوره ساسانیان است. در شهرستان قزوین، روستای اربدیان واقع شده و این اثر در تاریخ ۸ خرداد ۱۳۸۰ با شمارهٔ ثبت ۳۸۹۷ به‌عنوان یکی از آثار ملی ایران به ثبت رسیده است.